# Cerro Alcázar
El Cerro Alcázar es un accidente geográfico, ubicado en el Departamento Calingasta, extremo oeste de la provincia de San Juan, sobre el flanco occidental de las sierras del Tontal, Argentina.
Por sus particularidades paisajísticas y geológicas, este cerro ha sido declarado Monumento Natural de la provincia de San Juan, lo cual lo convierte en un área natural protegida, bajo el amparo del decreto 0271-6-93.
Su objetivo es preservar este cerro, constituido por materiales sedimentarios cuyo pasado se remonta a comienzos de la era  mesozoica. Su colorido proviene de sedimentos de la edad Triásica, en tanto que sus formas caprichosas han sido producidas por la erosión del viento y las precipitaciones.

## Toponimia
El nombre proviene de la palabra española alcázar, que a su vez deriva de la árabe al-ksar o al-qaṣr (el castillo), ya que las formas de esta montaña recuerdan a una gigantesca fortaleza medieval.

## Turismo
Su particular forma y colores le dan un atractivo único, por lo que se ha convertido en lugar de visita recurrente para quienes visitan la zona Calingasta, Barreal y Tamberías; su área circundante es protegida bajo la denominación de Monumento natural Cerro Alcázar. Está ubicado en un sitio de fácil acceso, sobre la Ruta Provincial 412, a 22 kilómetros de la localidad de Barreal y 155 kilómetros de la ciudad de San Juan.
- Coordenadas: 31°28′43″S 69°23′45″O / -31.47861, -69.39583